# Trestonia assulina
Trestonia assulina là một loài bọ cánh cứng trong họ Cerambycidae.